# История стекла

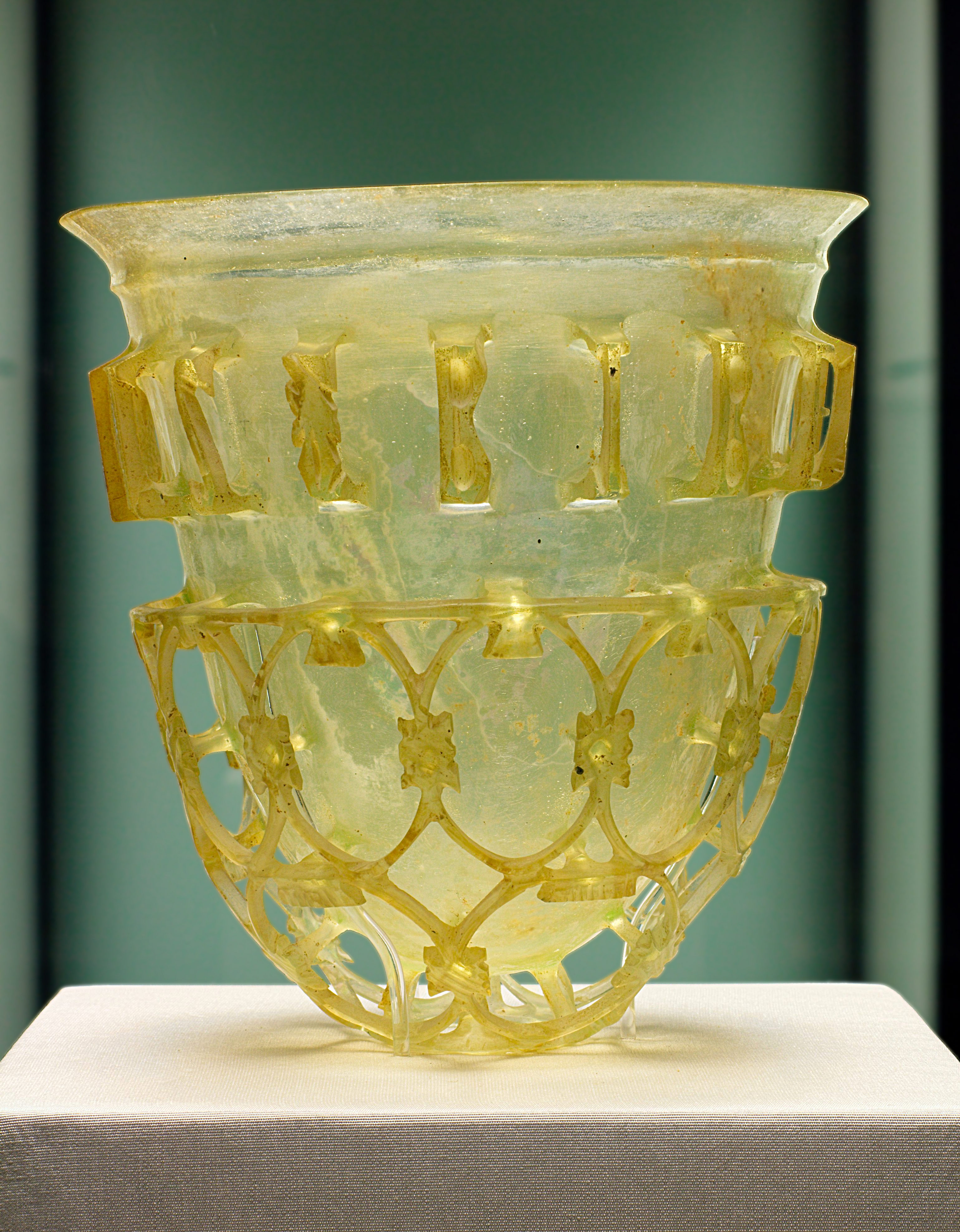
Римская диатрета IV в. н. э. Римский Кёльн

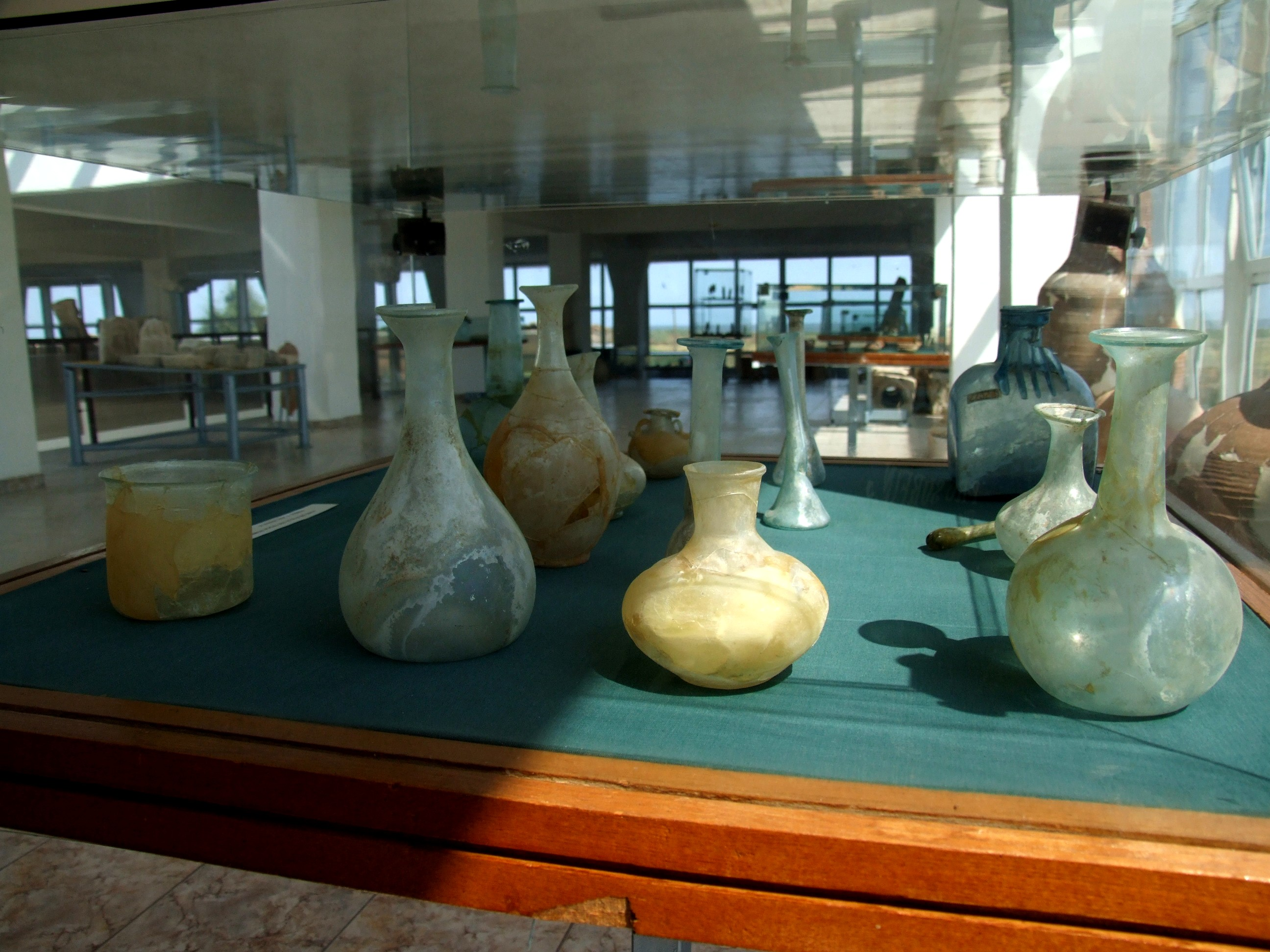
Римское стекло

История стекла охватывает примерно 5,6 тыс. лет. В настоящее время считается, что родиной стекла является Древний Египет.

## Возникновение стекла
Естественным образом произведённое стекло, в особенности вулканическое стекло (обсидиан), использовалось ещё в каменном веке для обработки режущих инструментов. Так как такой материал был редкостью, он стал выгодным товаром.

### Бронзовый век
Археологические источники свидетельствуют, что искусственное стекло впервые было произведено на сирийском побережье, в Месопотамии или в Древнем Египте. Большая часть древнейших изделий из стекла была найдена в Египте, благодаря благоприятным для сохранения стекла климатическим условиям, но возможно, что некоторые из этих изделий были ввезены в Египет. Древнейшие стеклянные объекты датируются третьим тысячелетием до н. э. Это стеклянные шарики, которые могли случайно получиться в процессе изготовления металла или керамики.

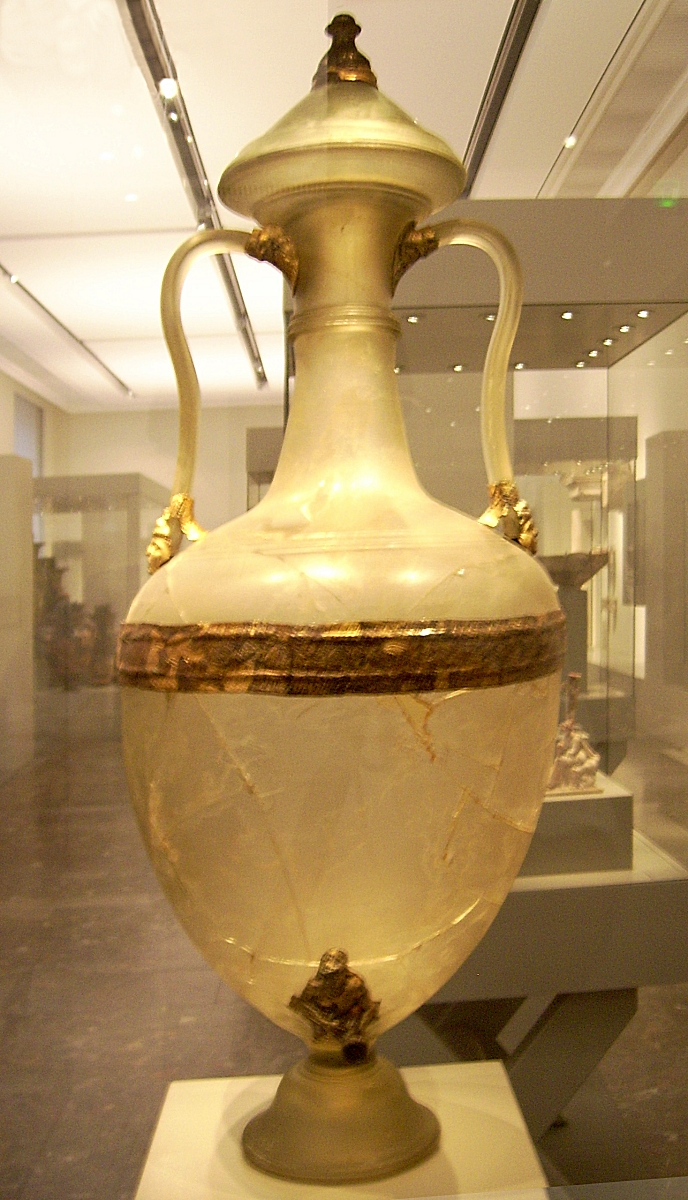
Стеклянная амфора эллинистического периода, II век до н. э.

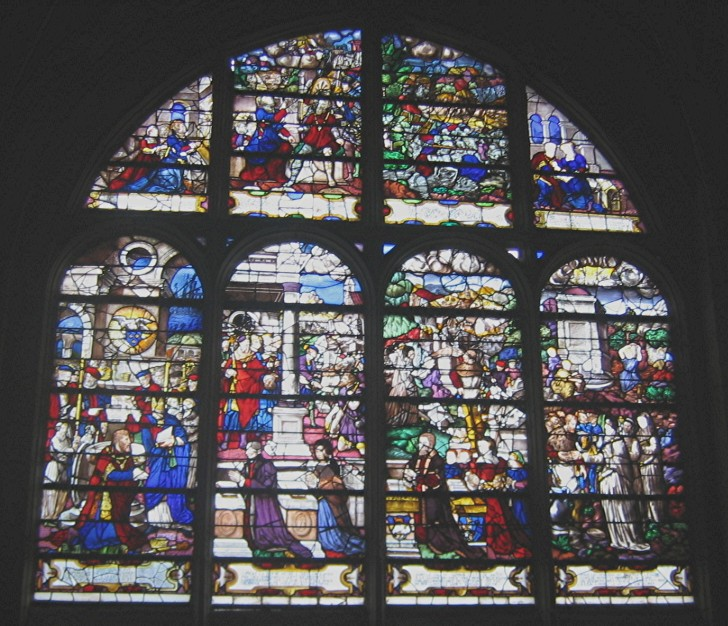
Витраж XVI века

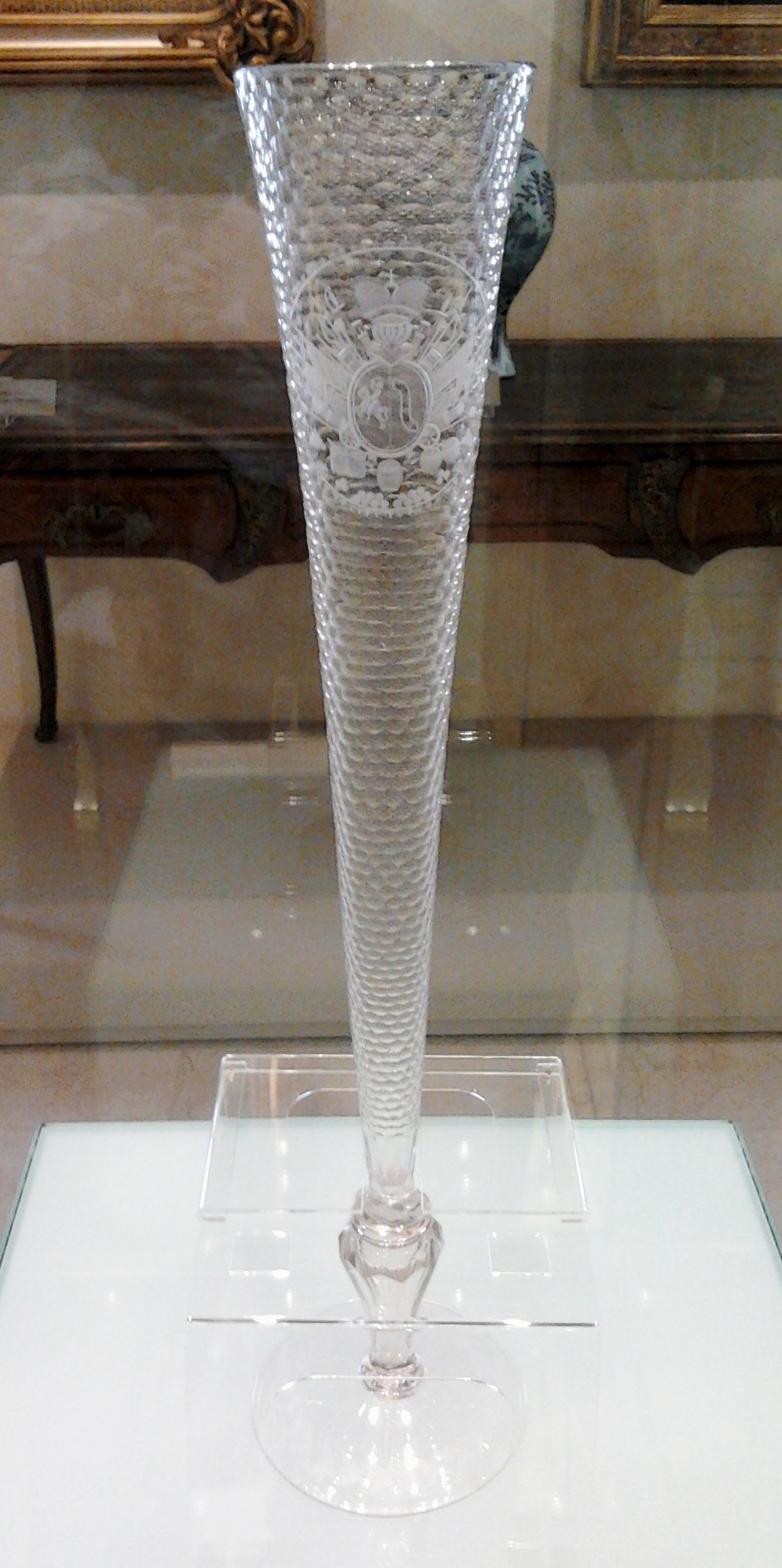
Кубок начала XVIII века с гербами в окружном музее в Тарнуве — один из самых высоких (54,3 см) сохранившихся образцов художественного мастерства менее известного завода по производству стекла в Любачуве. Кубок был почти целиком покрыт узором из так называемых карповых чешуек с ручной гравировкой.

В позднем бронзовом веке в Египте и в Передней Азии (например, Мегиддо) технология изготовления стекла сделала резкий скачок. Археологические находки этого периода включают слитки из цветного стекла и сосуды, иногда с инкрустацией из полудрагоценных камней. Для изготовления египетского и сирийского стекла использовалась сода, которую легко получить из углей многих видов древесины, в особенности растений-галофитов, произрастающих на берегу моря. Самые ранние сосуды производили, вращая пластичные стеклянные волокна вокруг формы из песка и глины, насаженной на металлический стержень. После этого, многократно нагревая стекло, добивались того, что оно сплавлялось в единый сосуд. Затем полосы цветного стекла можно было нанести поверх первоначальной формы, создавая таким образом орнаменты. Затем форму разрушали, а стержень вынимали из получившегося сосуда.
К XV веку до н. э. стекло массово производилось в Передней Азии, на Крите и в Египте. Предполагается, что технологии производства стекла из природных материалов представляли собой тщательно охраняемую тайну, и эти технологии применялись лишь при дворе правителей наиболее могущественных государств. В других местах стеклоделие состояло в обработке заранее приготовленного стекла, часто в виде слитков. Такие слитки, например, были найдены в месте крушения улу-бурунского корабля около побережья современной Турции.
Стекло продолжало оставаться предметом роскоши, и, казалось, что стеклоделие исчезнет вместе с цивилизациями позднего бронзового века.

### Железный век
В IX веке до н. э. стеклоделие было возобновлено в Сирии и на Кипре, при этом были найдены технологии для производства бесцветного стекла. Первое известное «пособие» по производству стекла датируется 650 годом до н. э. — это таблички, содержавшиеся в библиотеке ассирийского царя Ашшурбанапала. В Египте стеклоделие так и не было возобновлено, пока оно не было принесено греками в царствие Птолемеев. В эллинистический период произошло дальнейшее развитие технологии стеклоделия, что позволило производить стеклянные изделия большого размера, в частности, столовую посуду. В частности, была разработана технология смешения стекла нескольких цветов, так что получалась мозаичная структура. Именно в этот период бесцветное стекло начало цениться сильнее цветного, и, соответственно, усовершенствованы технологии его изготовления.

### Римляне
Согласно легенде из «Этимологии» Исидора Севильского, стекло впервые было изготовлено в устье реки Белус, где прибрежный песок состоит из смеси кварцевого с известняком. Ныне эта река носит название Нахаль Неэман (ивр. נחל נעמן‎), около города Акко в Израиле.
В части Левантийского побережья, называемого Финикией, есть низменный берег, близко к району, проживания иудеев. Место это около подножия горы Кармель, где течёт река Белус… Быстрое течение водного потока в её устье очищает пески на побережье от загрязнений. Сохранилась история, как на этот берег был выброшен корабль, который вёз соду из Египта в Финикию. Когда купцы занялись приготовлением пищи, то не нашли поблизости никаких камней для того, чтобы сложить очаг. Поэтому, чтобы сложить печь, они принесли куски спрессовавшейся соды с корабля. Песок на берегу смешался при высокой температуре с содой, и полупрозрачными потоками новой жидкости стал вытекать из печи, застывая снаружи. Таково происхождение стекла.
Источником этой мифологической версии явилась «Естественная история» Плиния Старшего. И возникла эта красивая легенда, вероятно, как отражение римского опыта стекольного производства — белый кварцевый с восточного побережья Средиземного моря, как и из других аналогичных источников сырья, благодаря его химической чистоте широко использовался по всей Римской империи для производства стекла, получившего бурное развитие в I веке до н. э. Первые археологические и достоверные исторические свидетельства появления настоящих стекольных технологий на сирийско-палестинском побережье относятся к этому же времени. Легенда Плиния, как и многое в его причудливых записках, закономерно перекочевавшая в творчество Исидора Севильского, разумеется, не может считаться исторически корректным свидетельством.
Опытным путём установлено, что таким способом стекло сварить невозможно. Жар, который даст даже очень большой костёр, будет недостаточен для того, чтобы образовался сплав песка и соды; кроме этого, есть и другие технологические особенности, которые вступают в явное противоречие с такой версией зарождения стеклоделия.
Первое известное застеклённое окно было в помещении бани в Помпеях. Его размер составлял метр на полтора метра. Тогда же впервые начала использоваться оконная рама.

### Средневековье
В эпоху Средневековья стекло широко применяется для изготовления посуды. Центрами стеклоделия становятся Италия (Венецианское стекло) и Чехия (Богемское стекло). Английский монах Роджер Бэкон делает первые шаги в технологии оптического стекла. Стеклянные окна (бифорий, роза, трифора) становятся неотъемлемой частью средневековых готических соборов. Для изготовления оконного стекла в средневековье применялись два метода, «лунный метод» и «метод цилиндров».

### Новое и Новейшее время
В дальнейшем технологии стекла получили новые импульсы для своего развития. Оптическое стекло нашло свое выражение в линзах для телескопов и микроскопов. Широко стало использоваться стекло и для производства стеклотары. Стекло продолжило быть неотъемлемым элементом архитектуры как барокко, так и модерна (стеклянный павильон).
В конце XIX века немецкий химик Отто Шот заложил основы производства современного оптического стекла, создал многие виды специальных стекол, сыгравших ключевую роль в развитии оптики.
В начале XX века бельгийский инженер Эмиль Фурко разработал способ механического производства оконного стекла методом вытягивания.
Между 1953 и 1957 годами Алистер Пилкингтон и Кеннет Бикерстафф изобрели новый процесс производства термополированного стекла, революционный метод производства высококачественного листового стекла путем плавания расплавленного стекла над ванной с расплавленным оловом, позволяющий избежать дорогостоящей необходимости шлифовки и полировки листового стекла, чтобы сделать его прозрачным.

## Галерея

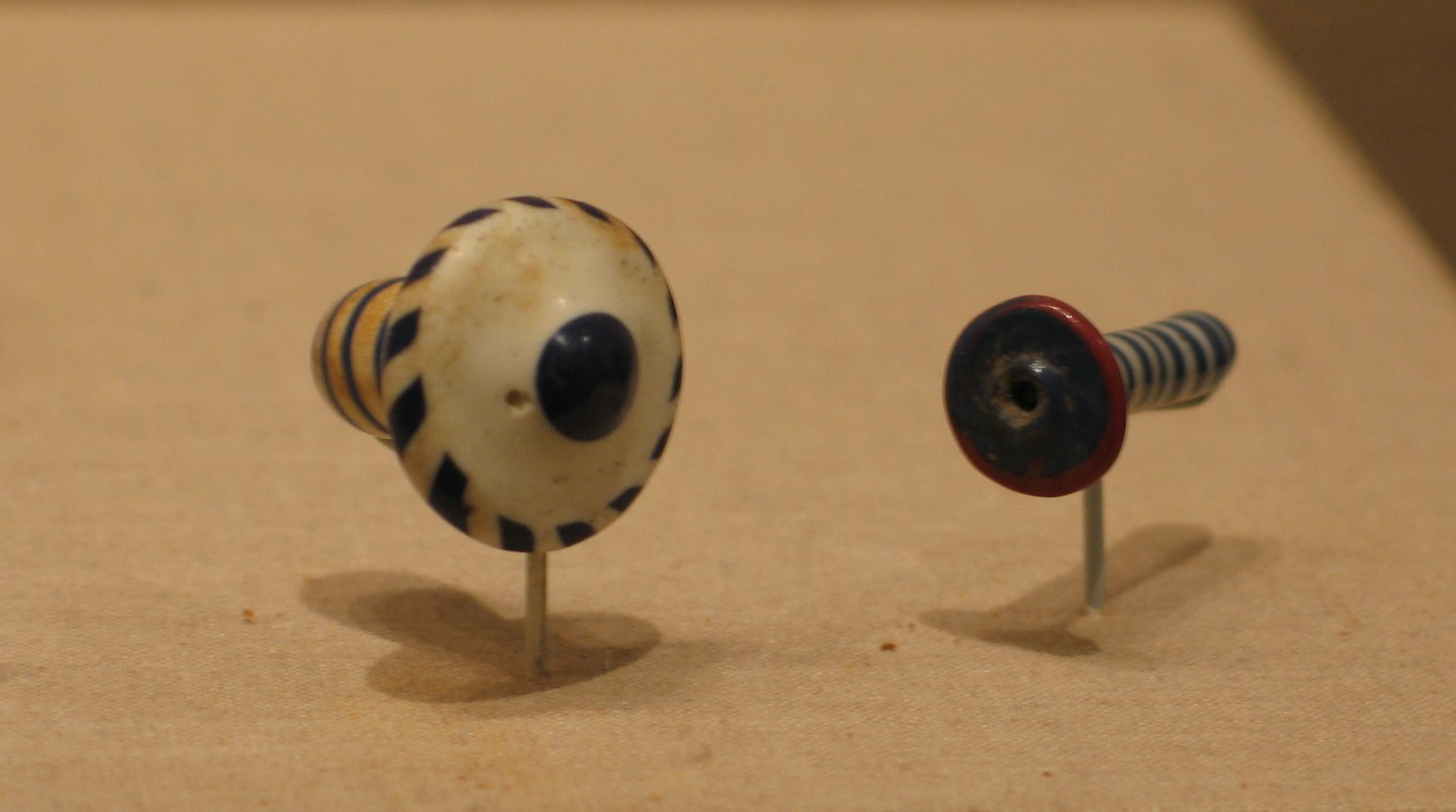
Стеклянная серьга, ок. 1390–1353 гг. до н. э., 48.66.30, Бруклинский музей
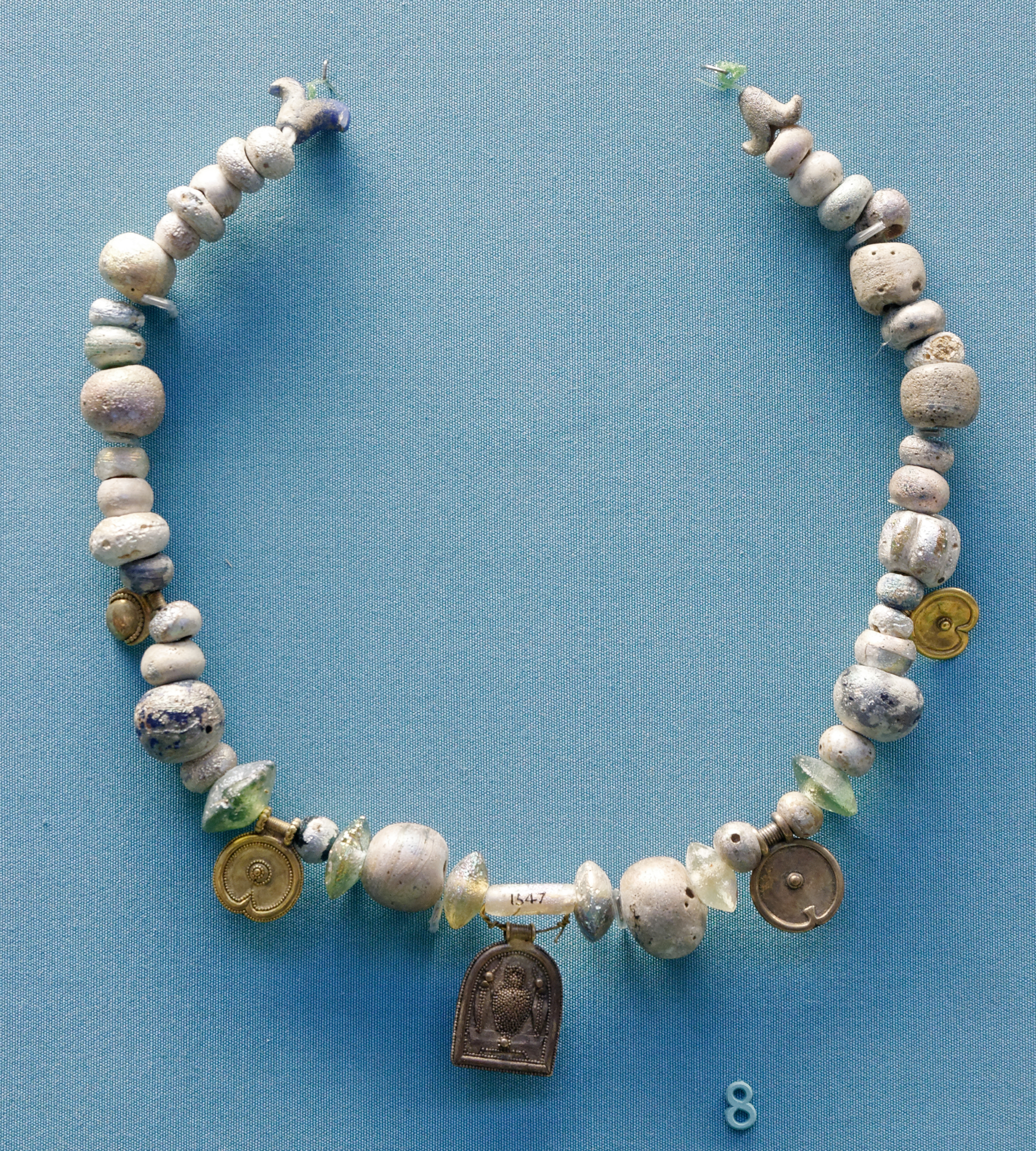
Ожерелье из финикийского стекла V–VI век до н. э.
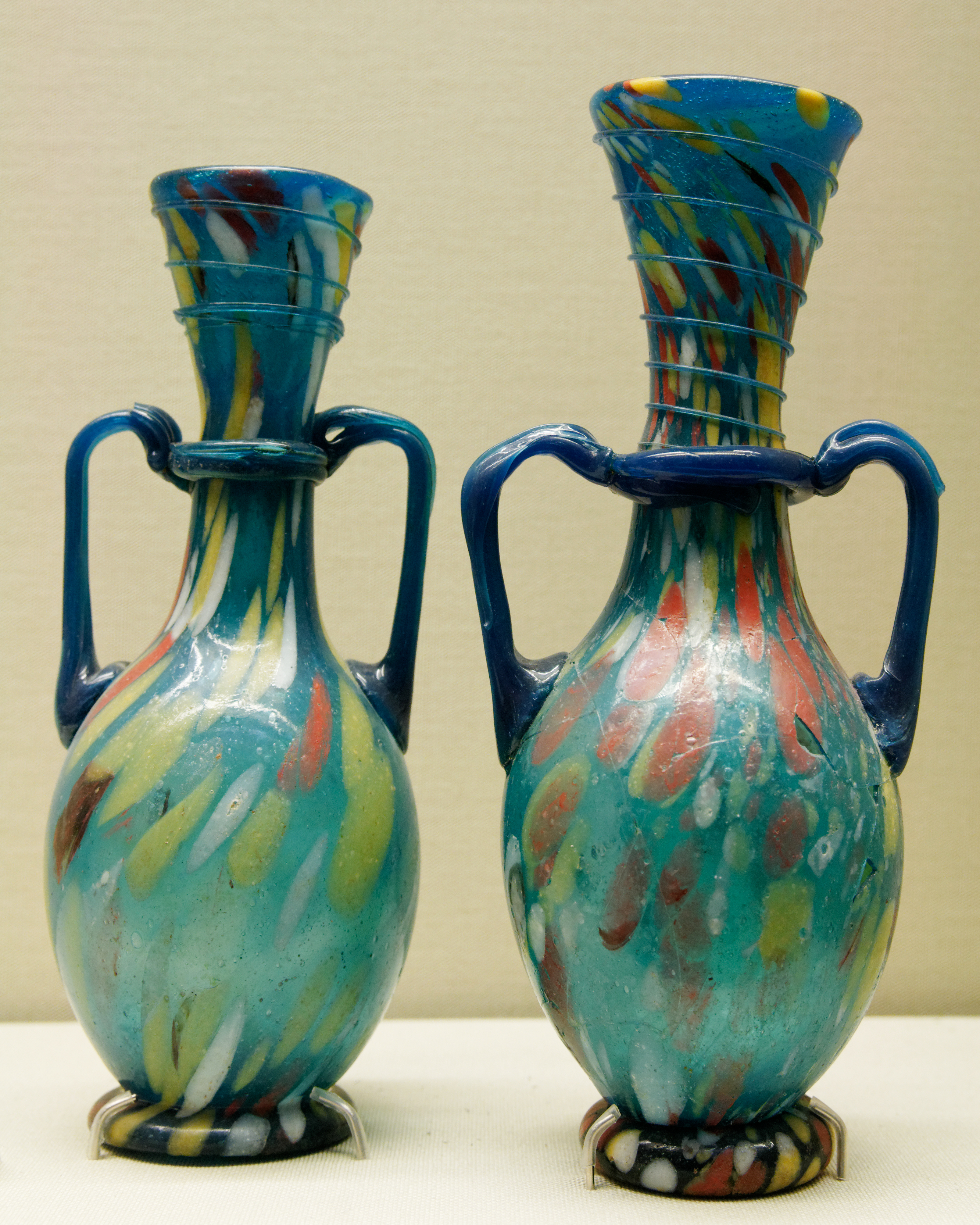
Римское стекло амфориской I–II вв. н. э.
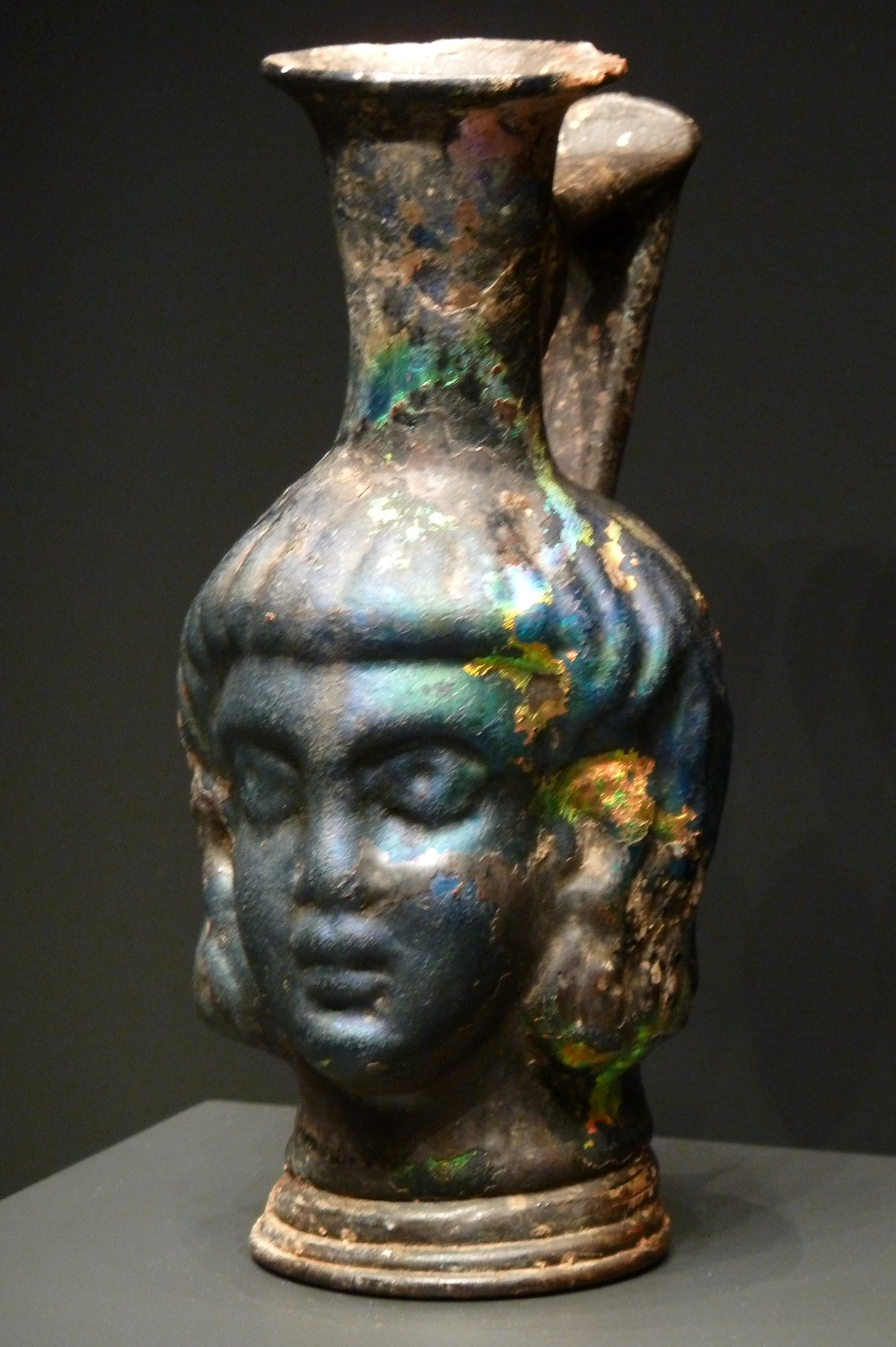
Колба с синей головкой (римская, 300–500 гг. н. э., литое стекло)
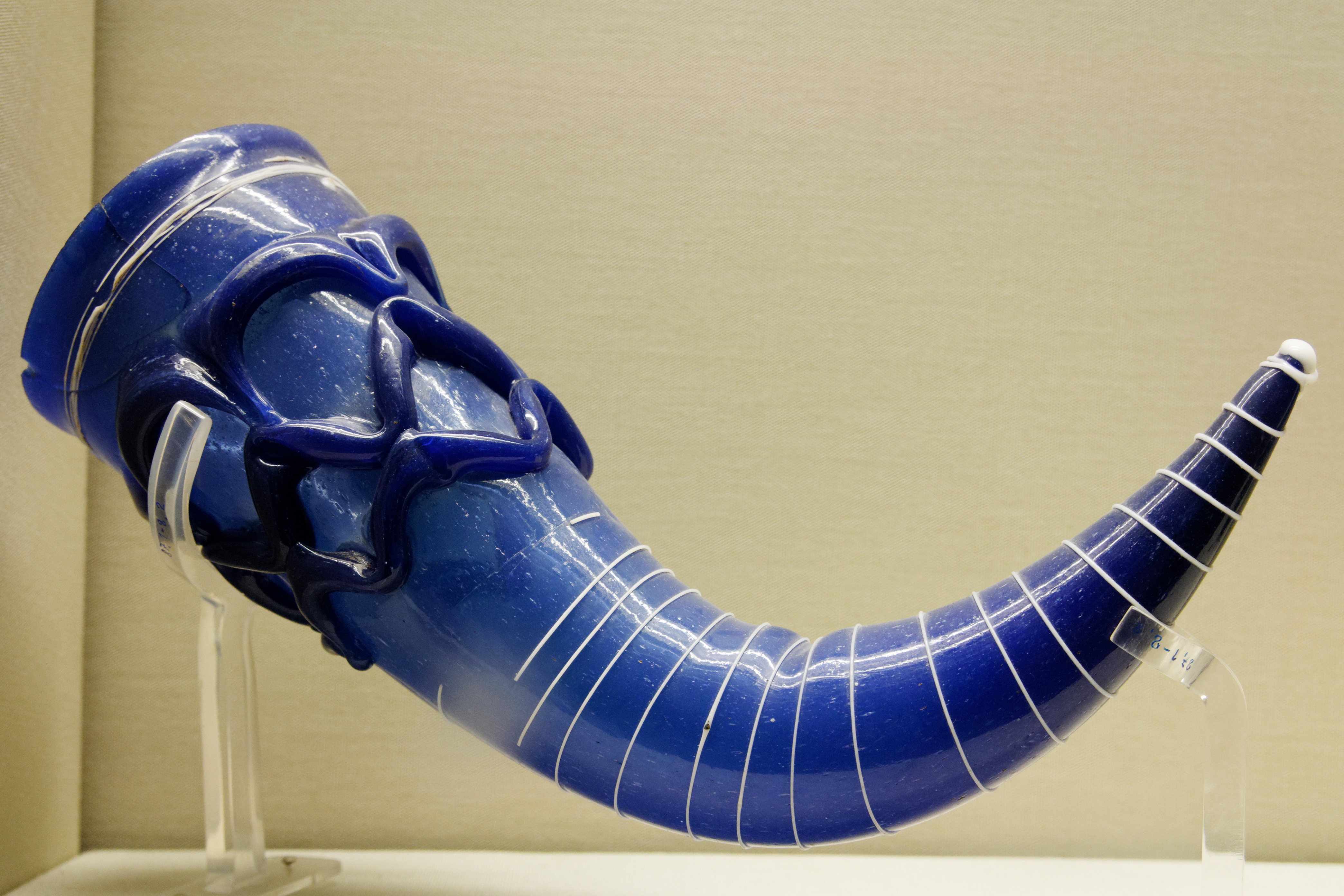
Рожок для питья из ломбардского стекла, VI-VII век н. э.
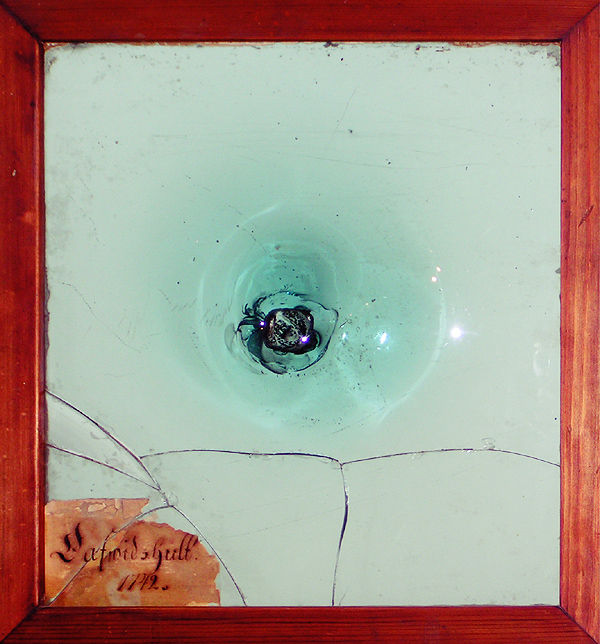
Выдувное оконное стекло в Швеции, Коста Гласбрук, (1742) с понтильским знаком из стеклодувной трубы
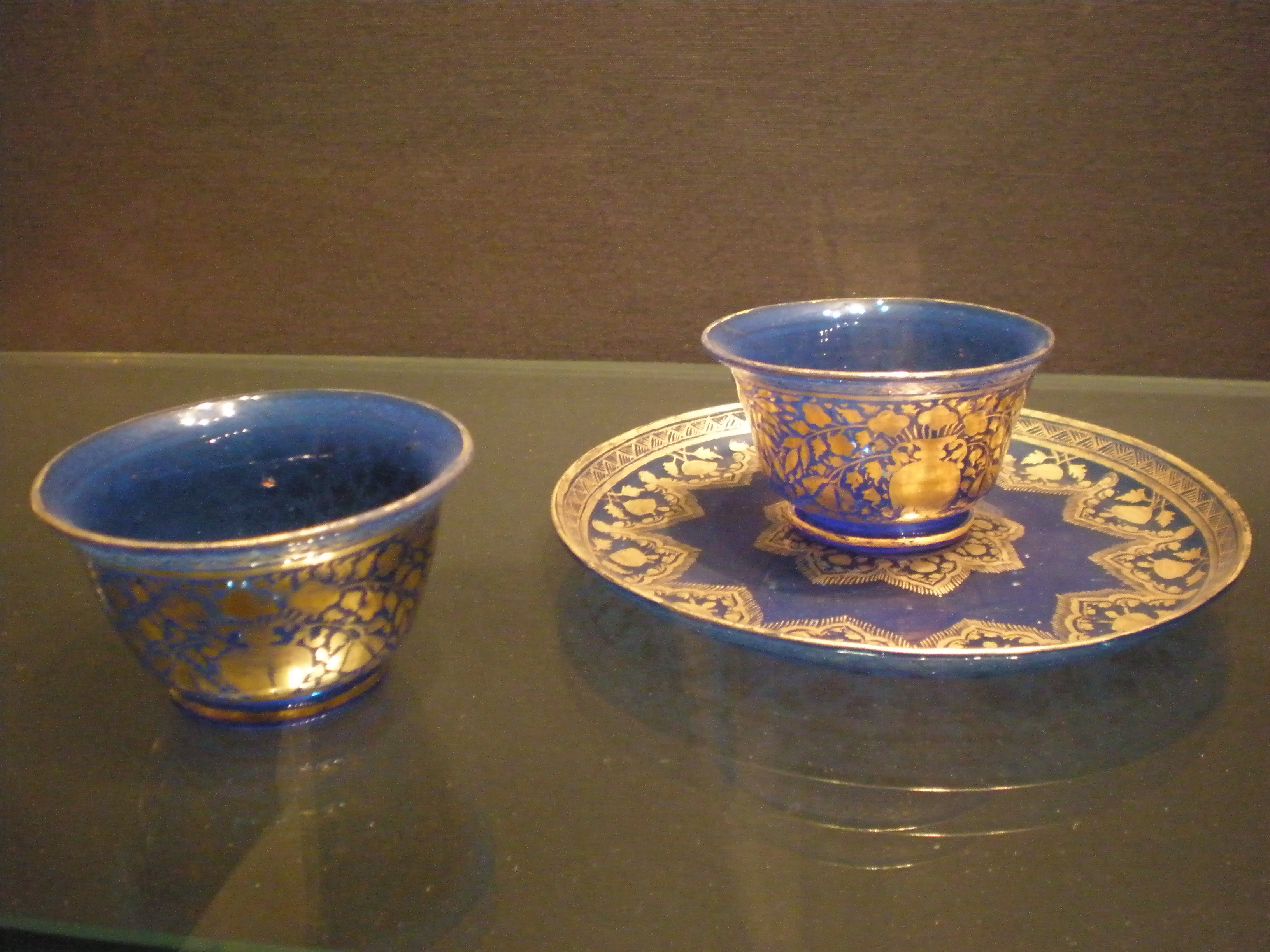
Две чашки кобальтово-синего стекла с позолоченным цветочным декором из Индии, могольские, около 1700–1775 гг.
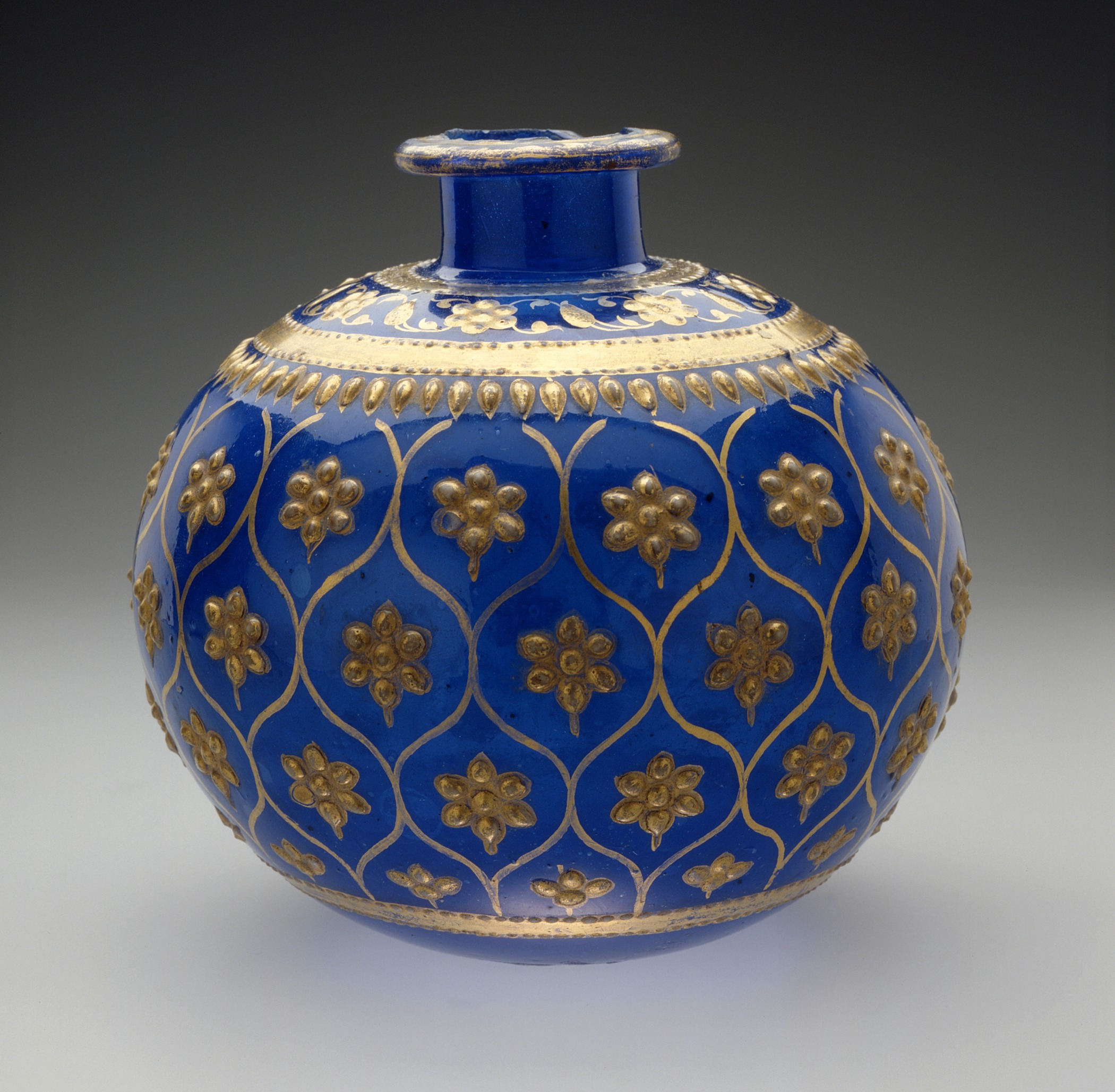
Колба для кальяна, Индия, могольская, ок. 1700-1775 гг.
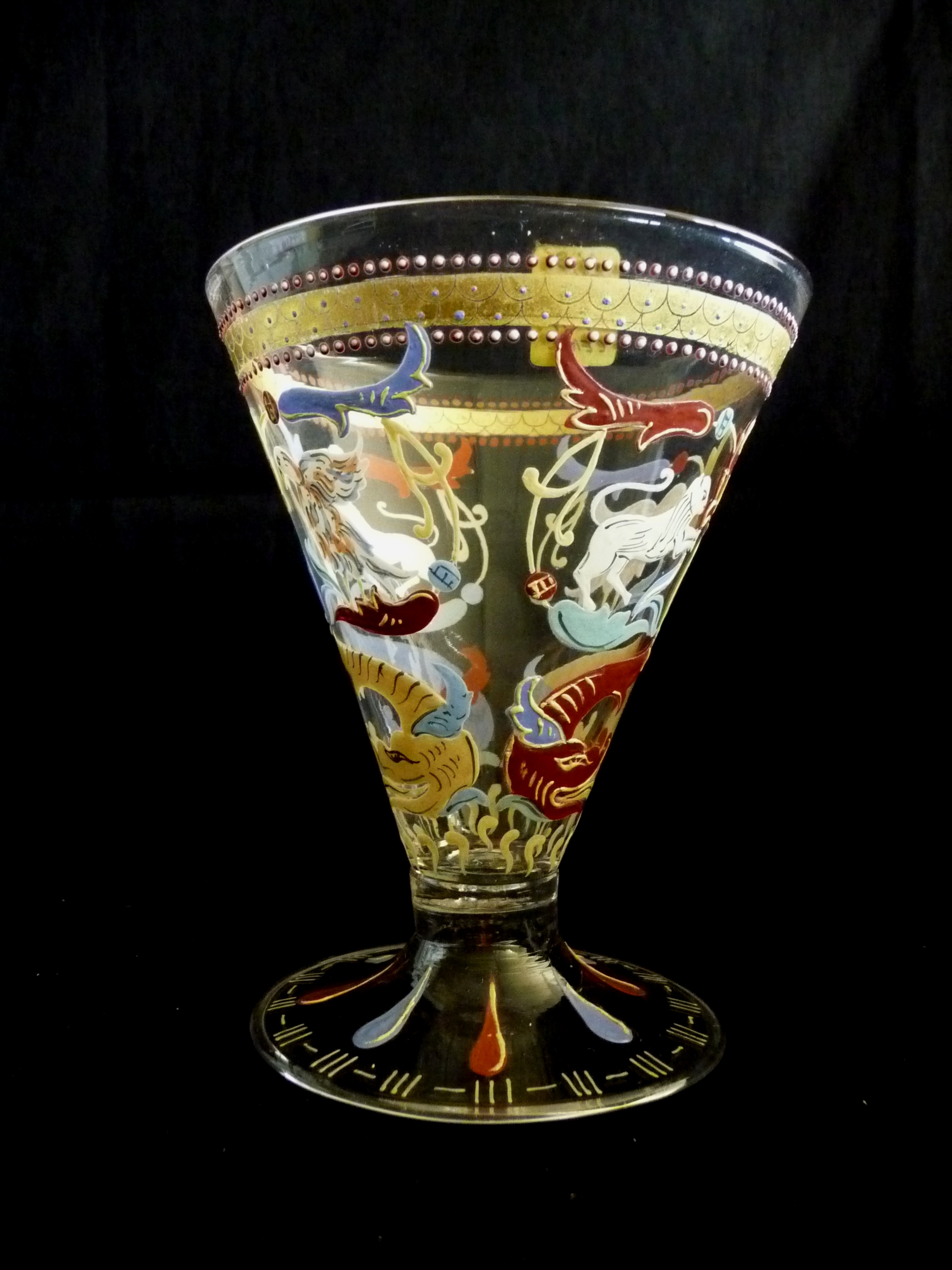
Венецианский кубок, сделанный в Италии в начале XIX века.
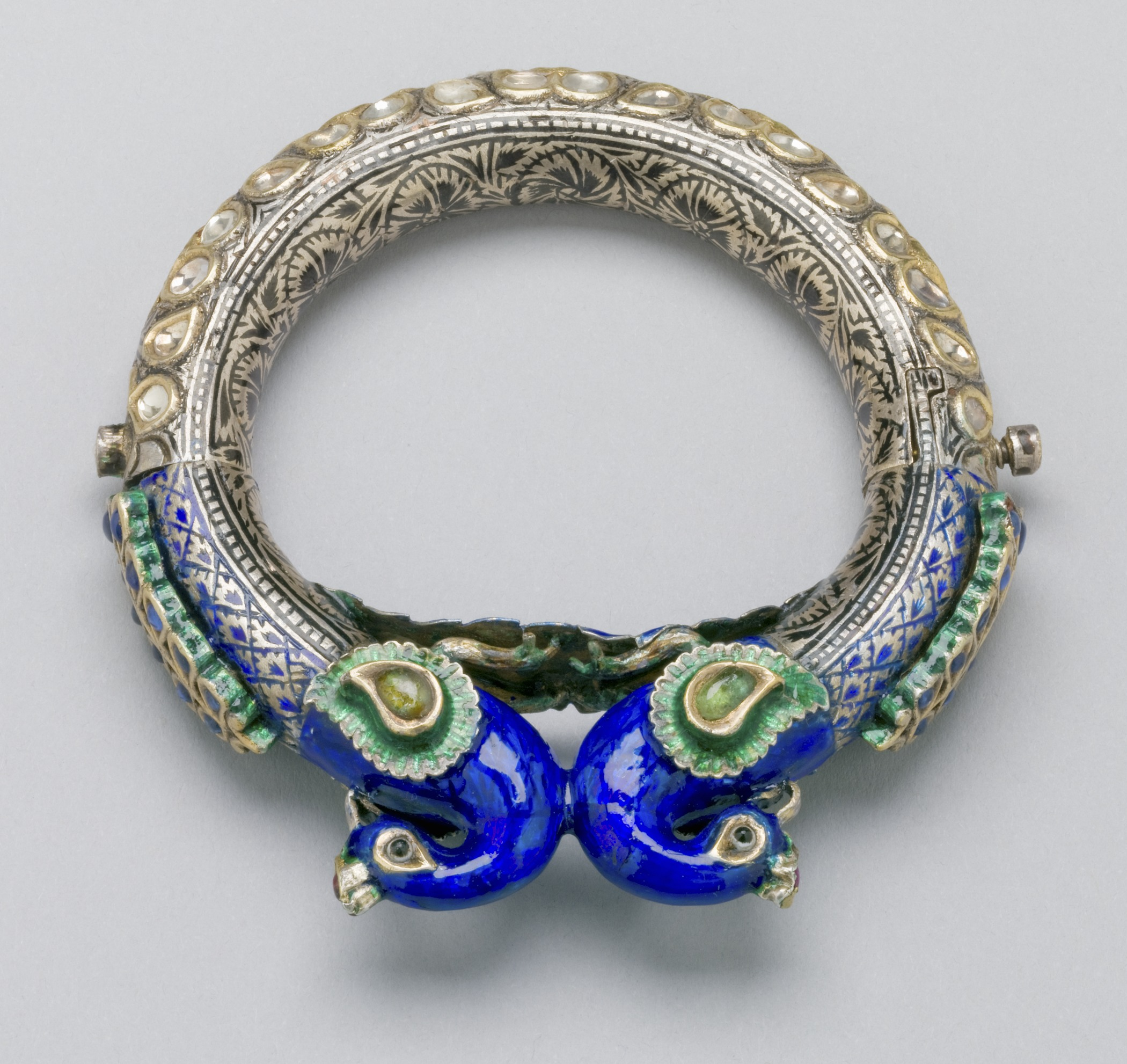
Браслеты с павлинами, Дели, эмалированное серебро, инкрустированное драгоценными камнями и стеклом, XIX век
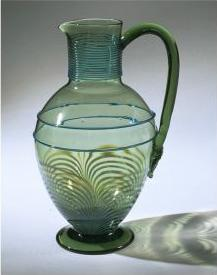
Кувшин, 1876 г., Джеймс Пауэлл и сыновья
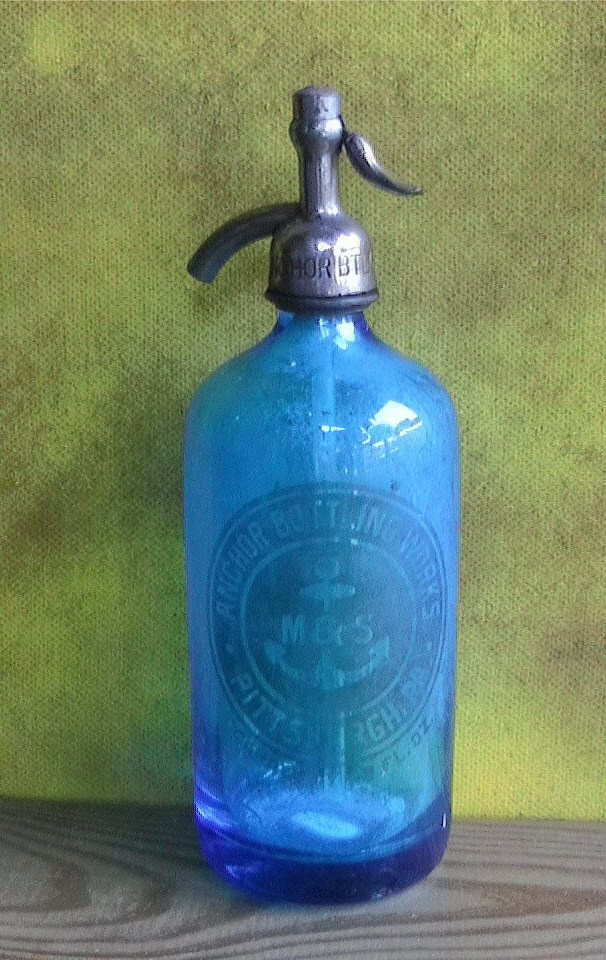
Сифонный флакон для сельтерской воды, 1922 г.
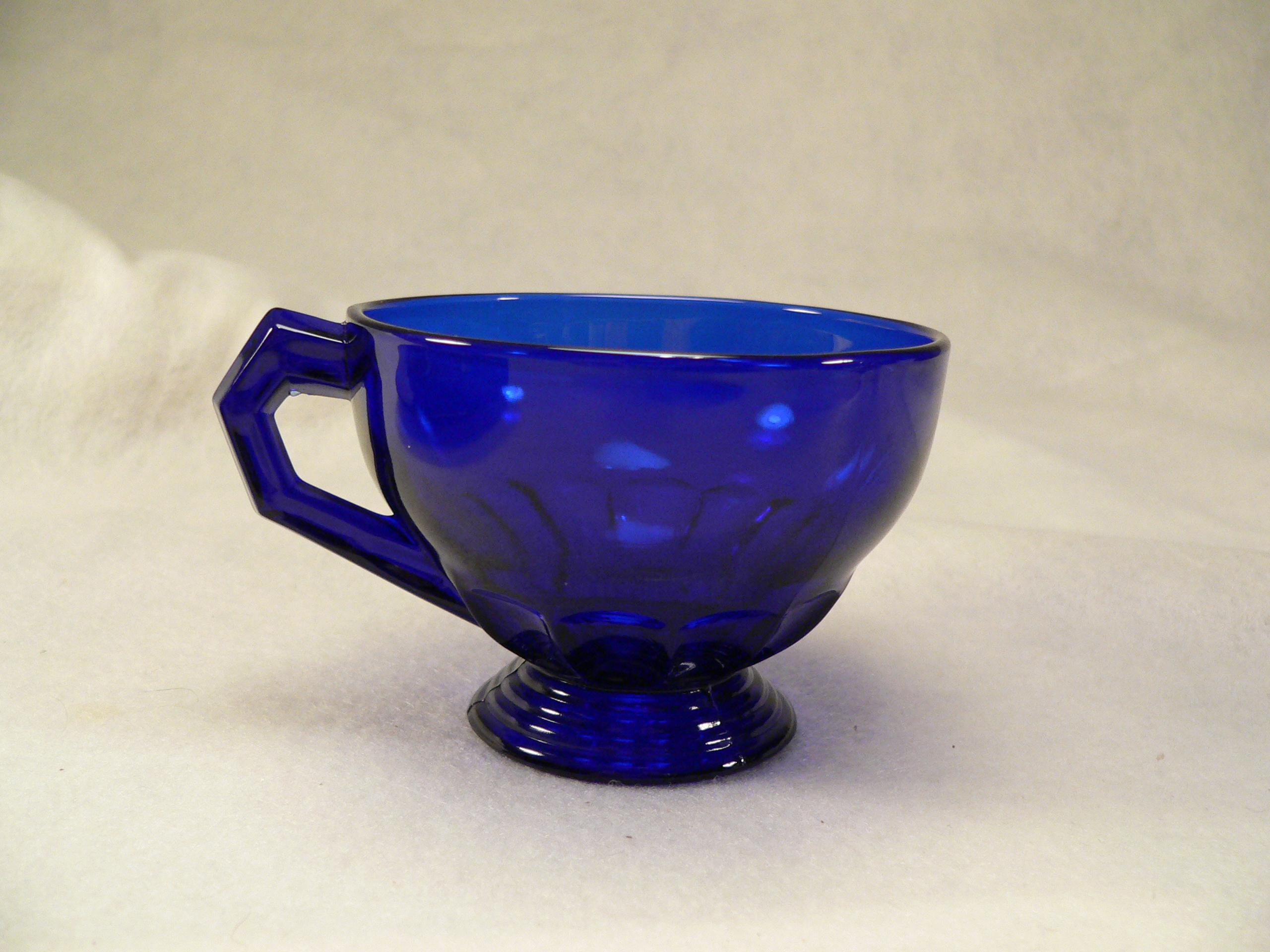
Чайная чашка Нью Мартинсвилле Гласс Хостмастер, кобальтово-синяя, 1930 г.
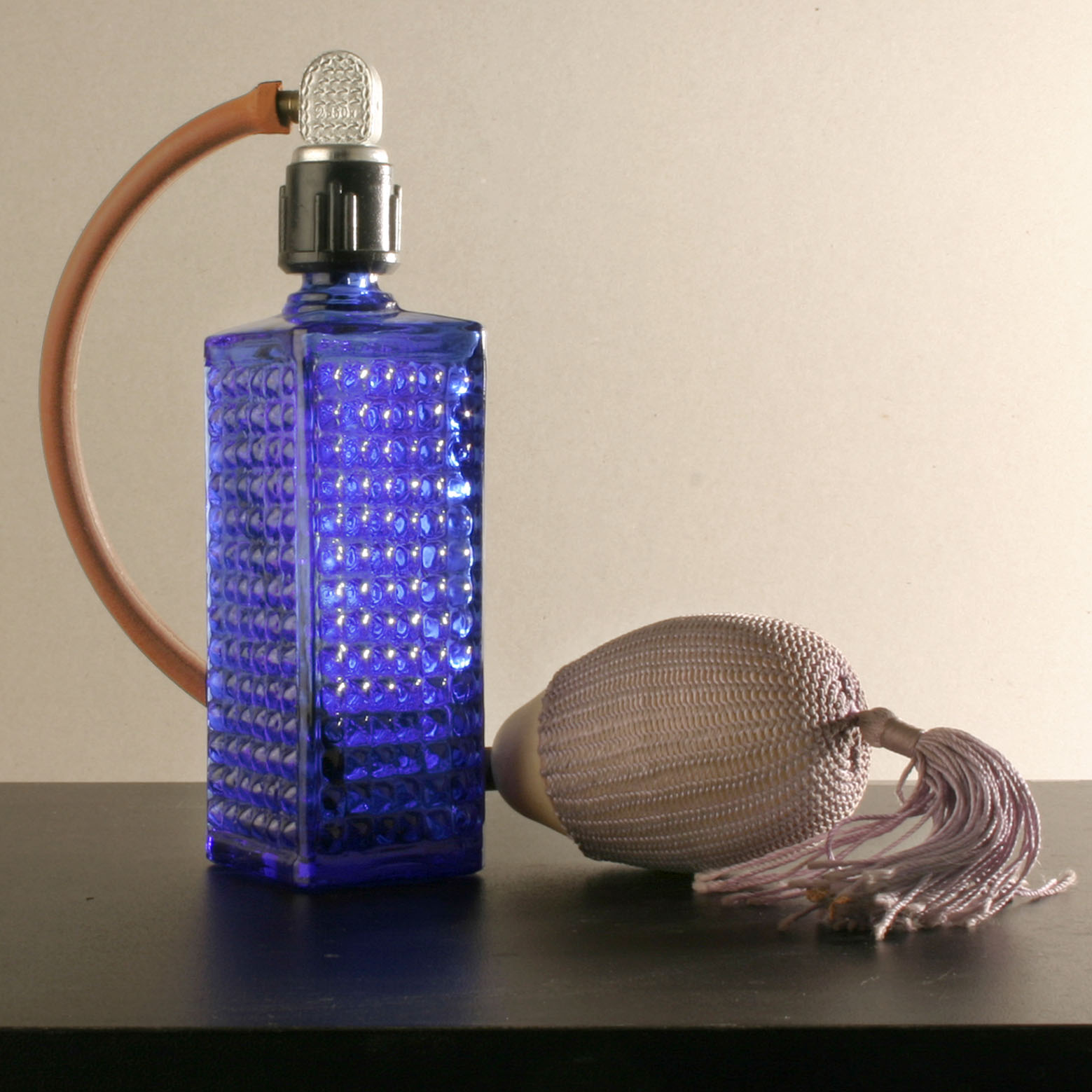
Парфюмерный набор из СССР, ок. 1965 г.